# コングレ記念塔
ベルギーのコングレ記念塔（仏: Colonne du Congrès、蘭: Congreskolom）は、ブリュッセルのthe Place du Congrès/Congrespleinにある記念塔である。ベルギー国民議会（1830年–1831年）がベルギー王国憲法を制定したことを記念する。塔は、ローマのトラヤヌスの記念柱からアイデアを得て、ジョセフ・ポウラエールのデザインを元に、1850年から1859年にかけて、シャルル・ロジェが主導して建てられた。塔の頂点にはベルギーの初代国王レオポルド1世の像があり、台座（en:Pedestal）は憲法の下で保証された4つの自由を擬人化した像に囲まれている。また、塔の下には無名戦士の墓もある。
最寄り駅は、ベルギー国鉄のブリュッセル＝コングレ駅、ブリュッセル地下鉄のParc metro station、en:Botanique/Kruidtuin metro station。

## 歴史
最初の石は、1850年9月24日に、ベルギー王レオポルド1世の臨席の下で設置され、1859年5月29日に正式に完成した。1929年には、塔で、フェルナンド・デ・ローザによるイタリア王国のウンベルト王太子の暗殺未遂事件が発生した。
塔は、2002年から2008年にかけて修理された。

## 説明
コングレ記念塔の高さは47メートル（154フィート）である。塔の内部にある193段の螺旋階段が、惜しみ無く彫られた手すり子に装飾され、レオポルド1世の像の台座に囲まれているプラットホームに繋がっている。プラットホームは16人の訪問者を収容できるが、安全面の理由からアクセス出来ない。レオポルド1世の像はギヨーム・ギーフ(Guillaume Geefs)により制作された。
ベルギー独立のための戦いに関わる重要な日付が、国民議会と臨時政府のメンバーの名前、1832年のLiberalなベルギー王国憲法の重要な一節とともに、塔の台座に刻印された。

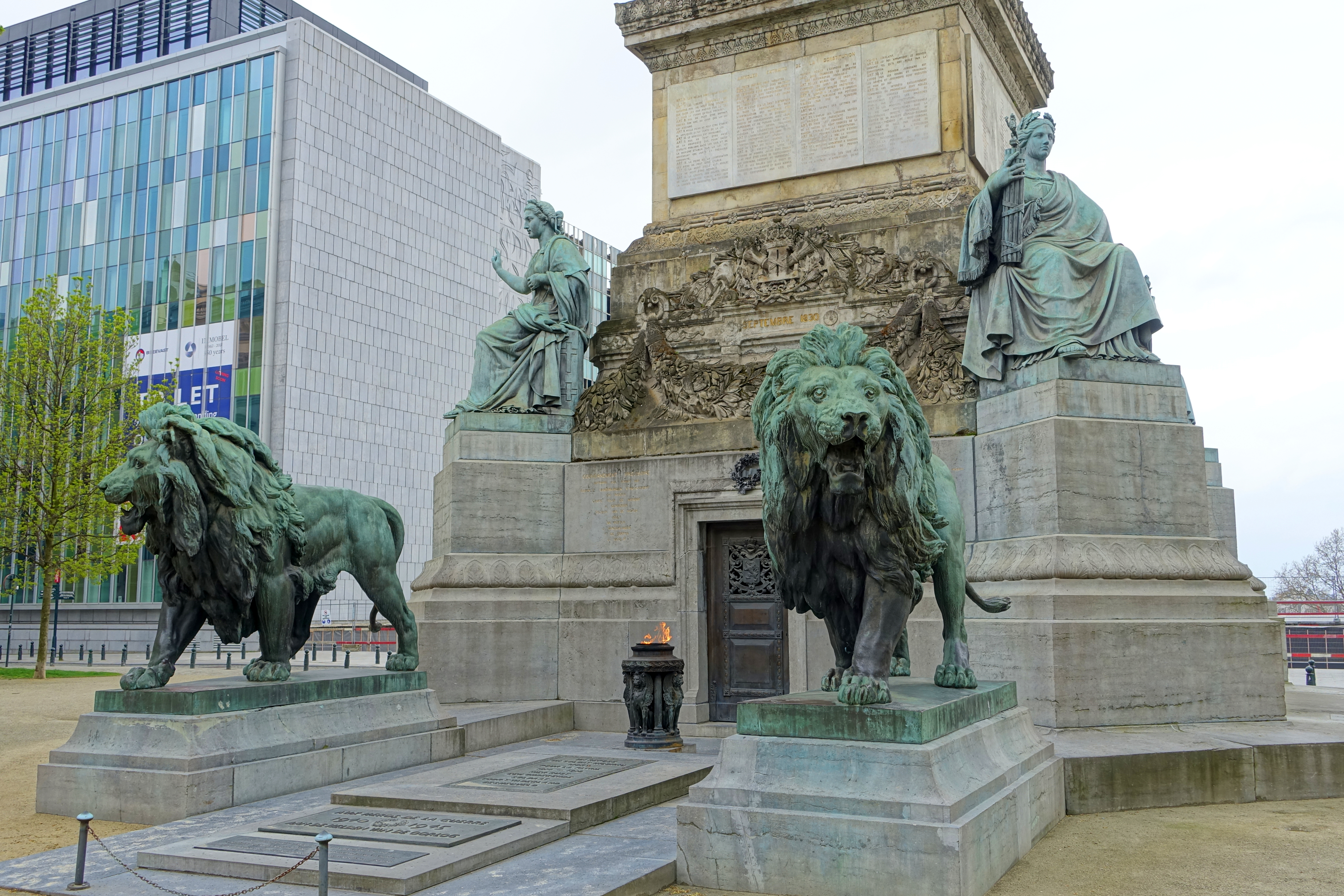
コングレ記念塔の台座
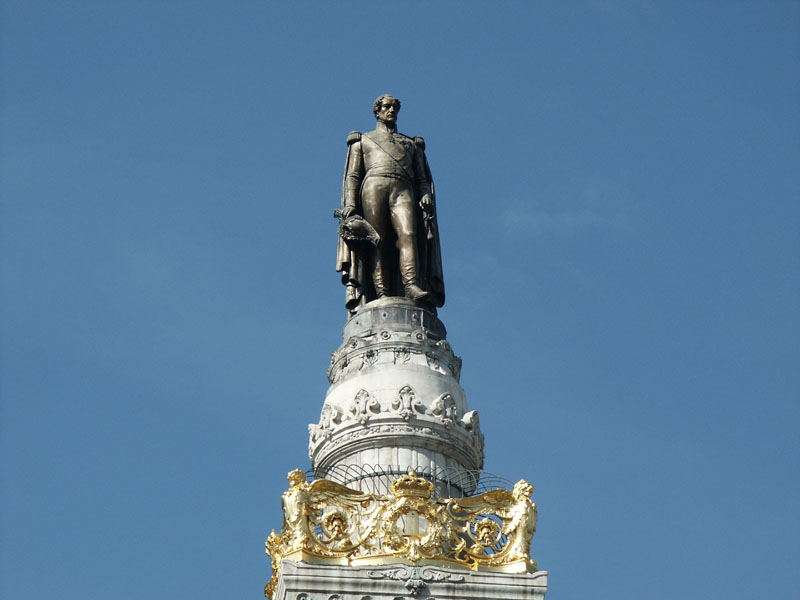
塔の頂点にあるベルギー王レオポルド1世の像
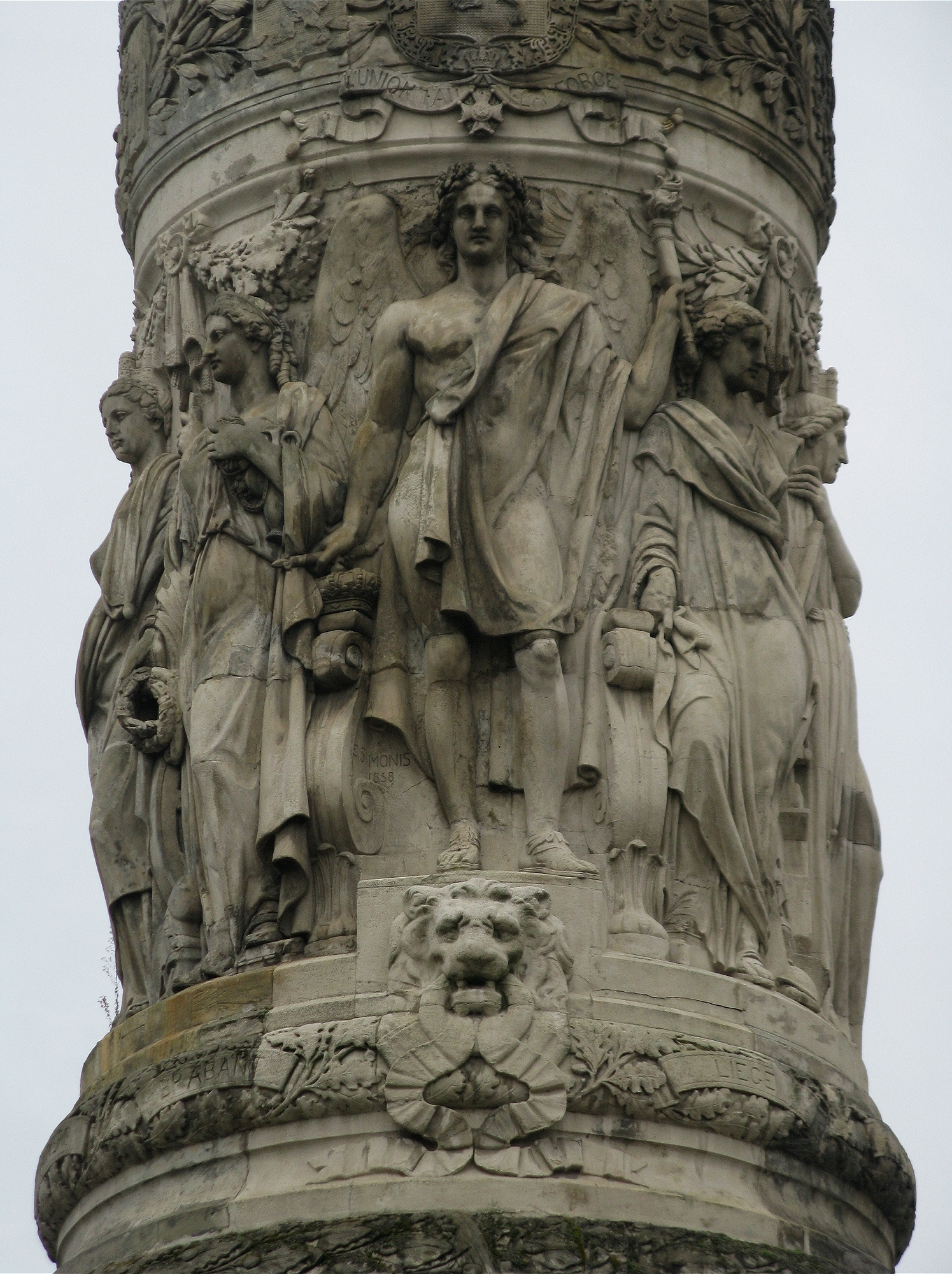
塔の彫刻の細部

台座を囲む4つの座像は、憲法における大きな自由を示す。すなわち「結社の自由」（シャルル・オーギュスト・フレカン作）、「信教の自由」（ウジェーヌ・シモニス作）、「報道の自由」、「教育の自由」（en:Joseph Geefs）である。記念碑のような2つの青銅のライオン像（ウジェーヌ・シモニス作）が、モニュメントの正面にある。2007年、サイクロン・キリルにより、「報道の自由」像が吹き倒されたが、修理された。

コングレ記念塔の彫刻
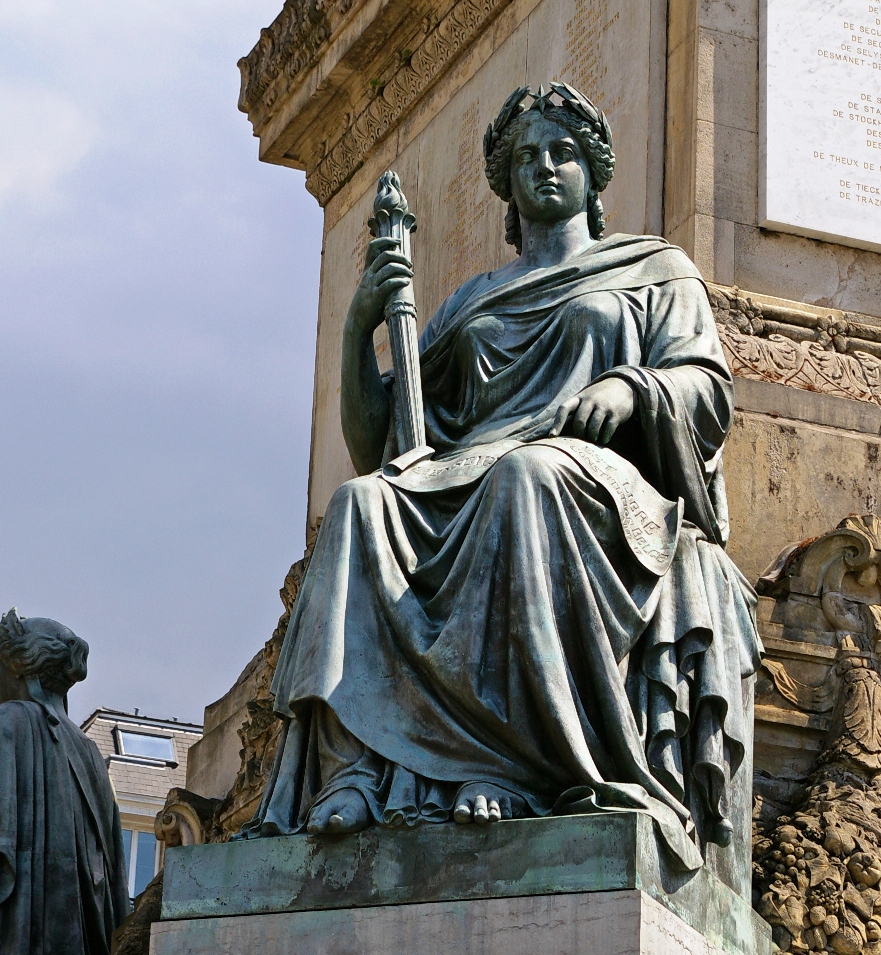
Liberté de l'enseignement ("教育の自由")
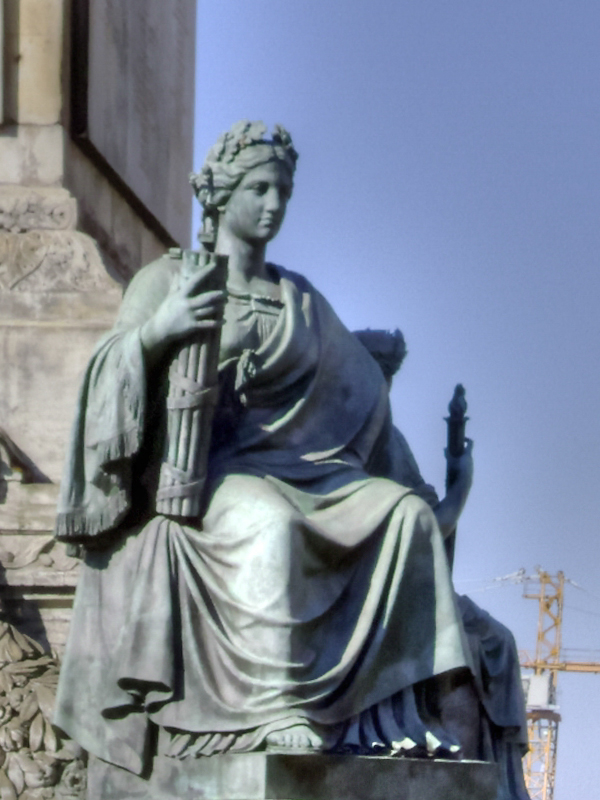
Liberté d'association ("結社の自由")
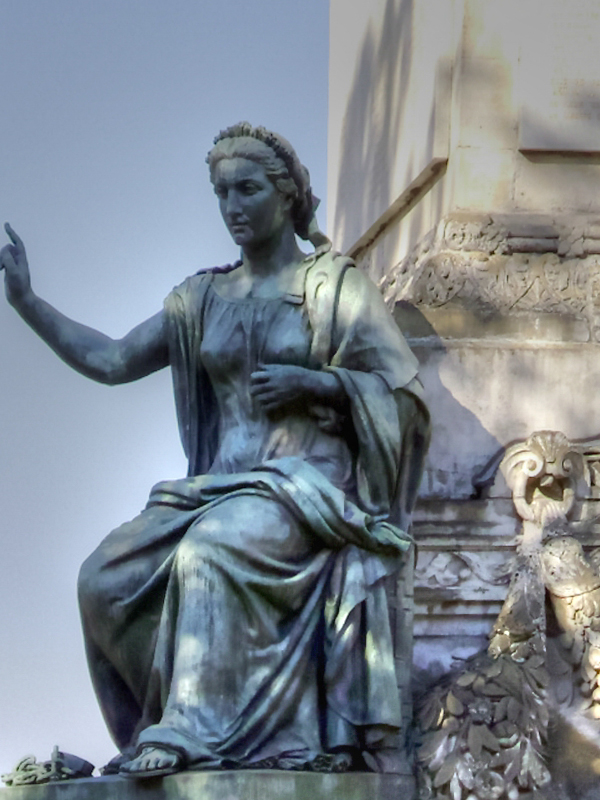
Liberté de culte ("信教の自由")
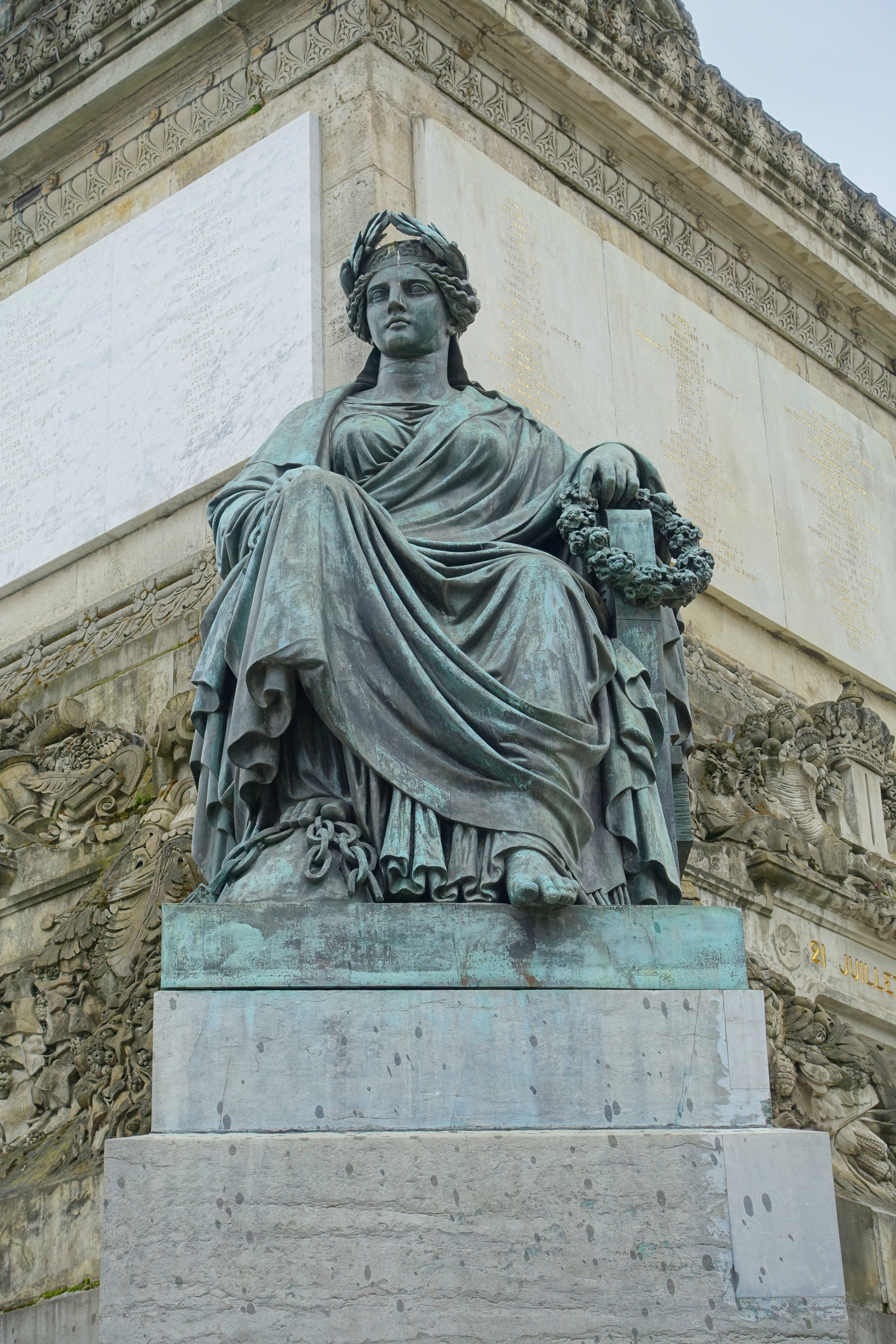
Liberté de la Presse ("報道の自由")

## 無名戦士の墓

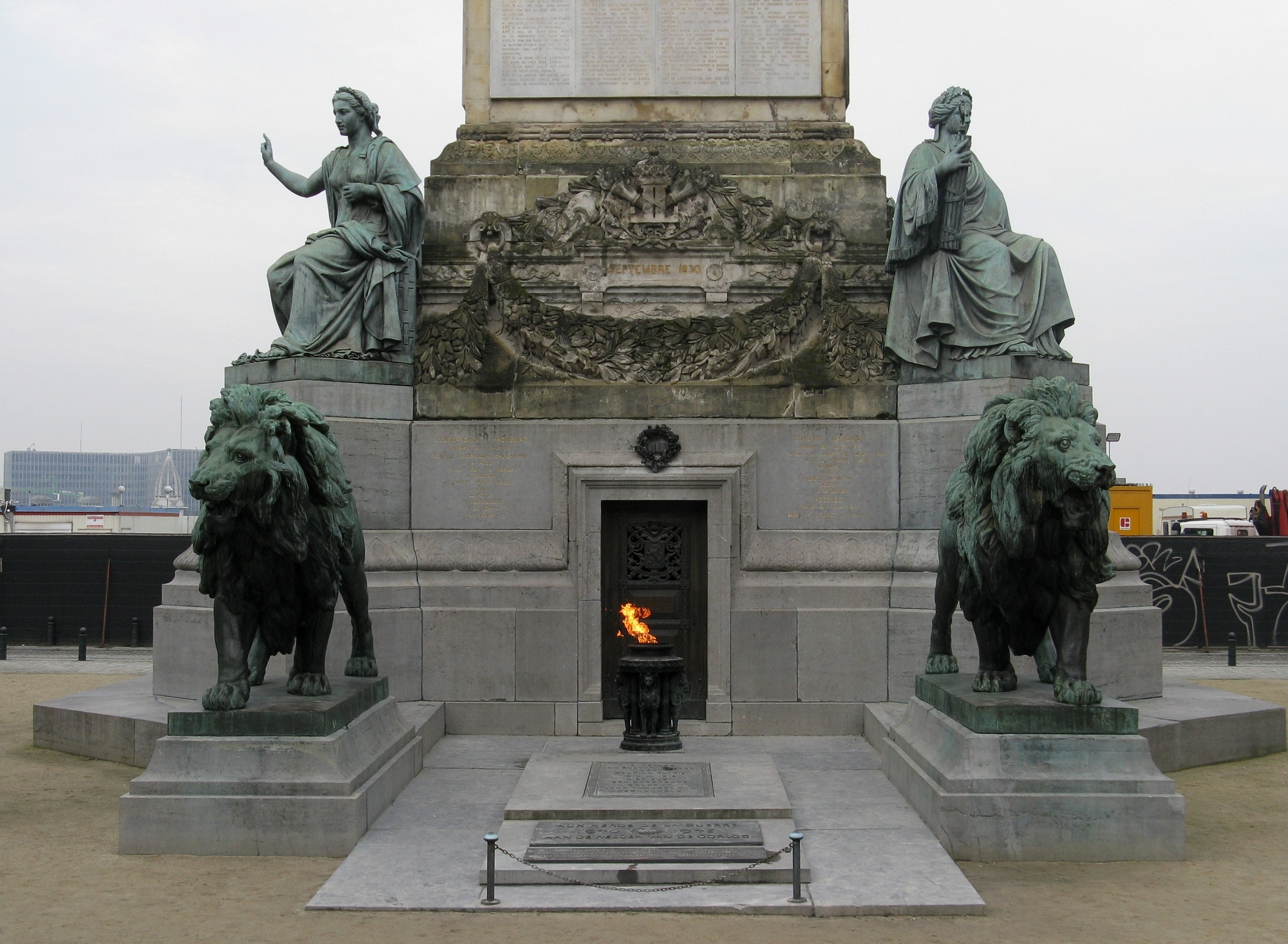
塔の下にある無名戦士の墓

第一次世界大戦の戦没者の追悼として、1922年11月11日に、無名戦士がモニュメントの下に埋葬された。この無名戦士は、戦いで失明した退役兵士のRaymond Haesebrouckにより、異なる戦場の5人の身元不明兵士から選ばれた。墓は、永遠の炎を載せている。
第二次世界大戦後、戦没者の名誉を称えるために、第二の記念碑がモニュメントに追加された。1998年、第三の記念碑が、1945年以降に平和への奉仕活動で亡くなったベルギー兵士に捧げられた。